# Лисковський замок
Лисковський замок (біл. Лыскаўскі замак) — колишній королівський замок XV—XVIII століть біля села Лискова Пружанського району Брестської області. Руїни замку — пам'ятник оборонної архітектури, охороняється державою.
За програмою «Замки Білорусі» заплановано впорядкування замку та прилеглої території, на цю мету виділено 15 мільйонів рублів.

## Опис
Замок розташований за пів кілометра від урочища Городище, біля дороги на Масевичі. До наших днів збереглися тільки рештки укріплення.
Замок розташований на правому березі річки Мухи (Щиби). Замок квадратний у плані, розміром 68×68 м. По периметру розміщено насипні вали. Західний вал, що зберігся порівняно добре до сьогодні, має ширину 10 м, на вершині — плац шириною близько 2 м. Посередині плацу знаходиться прохід до замку. Зберігся також і південний вал та фрагменти східного. На кутах замку стояли вежі-«круглики» діаметром 8 м (не збереглися).
Навколо замку проходив рів, за яким було зведено наступний вал висотою 1-1,5 м і шириною до 4 м (зберігся зі західного та південного боків). На відстані 90 метрів від замку розмішувався третій дугоподібний вал та рів, що оточували замок з півночі, заходу та півдня. Всередині валу був проїзд, біля якого знаходилось підвищення для вежі. На сході фортеця була оточена заболоченими берегами річки.
Одним з перших хто досліджував замок у XIX столітті був російський археолог Ф. В. Покровський, в 1970-х М. А. Ткачов. Під час розкопок було виявлено культурний пласт товщиною 40 см, у якому знайшли дрібні фрагменти полинової кафлі, кераміку XV—XVII століть, шматки борозняної цегли з глиновою та вапняною обмазкою, інші предмети. Матеріали розкопок знаходяться в інституті історії АН Білорусі.

## Історія

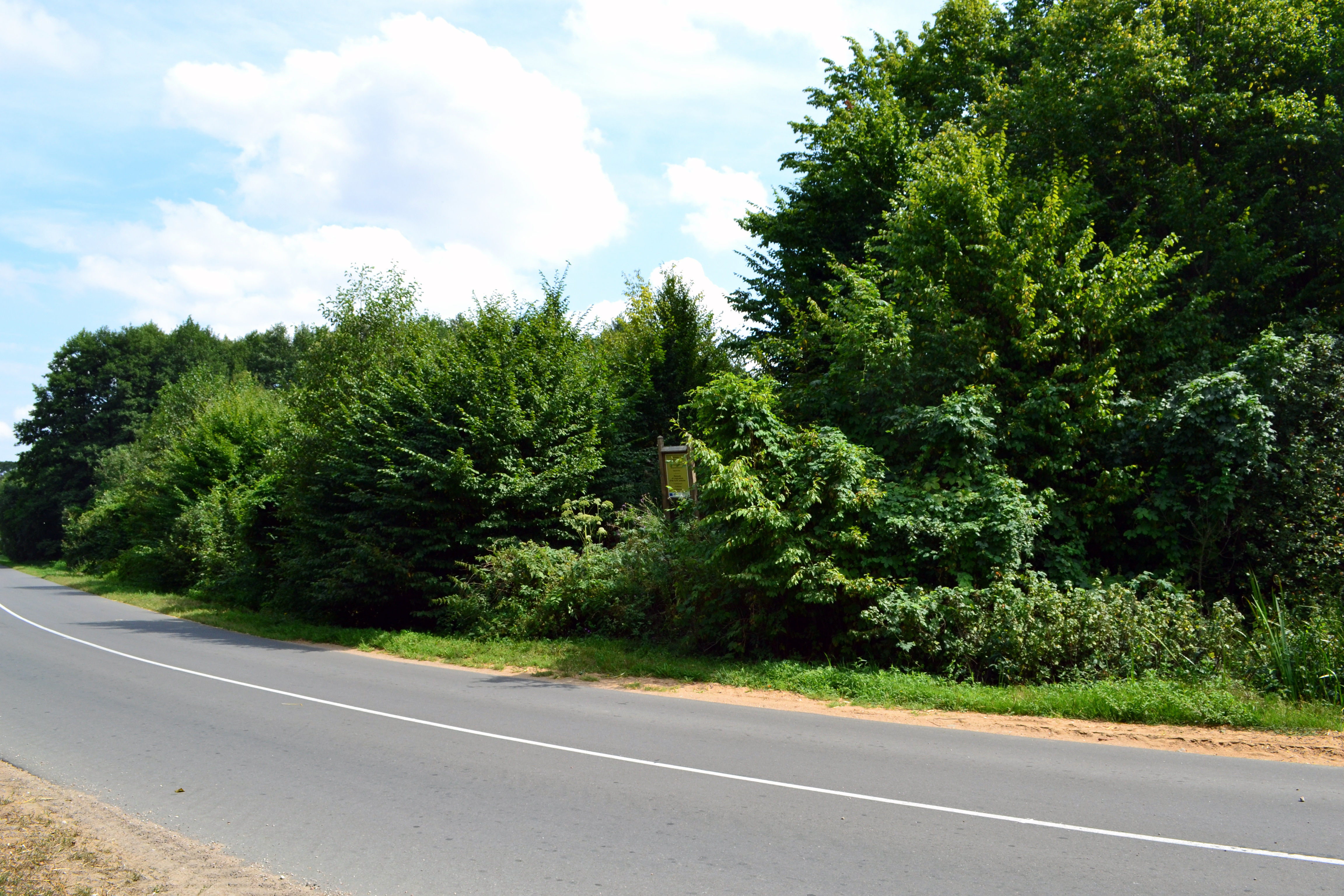
Туристичний знак дуже легко проминути, ідучи автомобілем

У XVI столітті Лискова належала до княжих володінь та входила у Вовковиський повіт Новоградського воєводства. Вважають, що замок в той час міг належати великій княгині литовській і королеві польській Боні Сфорці.
Замок майже повністю був зруйнований під час Північної війни 1700—1721 років. У XIX столітті фольклорист М. Федоровський записав місцеву легенду, за якою замком володіла пані Беня (Бона). Під час війни між поляками та росіянами палац був зруйнований, а Беня, ледве врятувавшись, прокляла тих, хто воював, і місце, на якому стояв палац, що приніс їй горе. З тої пори, за твердженнями місцевих жителів, ночами на валах палацу було чути крики та плач, а часом і вогонь, який згасав з наближенням людини.
У 1706 році біля замку велися бойові дії, про які також збереглися місцеві перекази, записані Михайлом Федоровським. Після бою, коли місцеві жителі ховали загиблих, двоє з них помітили на трупі одного з жовнірів дорогий перстень і хотіли взяти його. Не зумівши зняти перстень з руки, вони просто відрізали палець. Довгий час після цього у село приходив привид безпалого війна та тривожив людей, доки ті не поклали кістки його пальця у могилу.
За деякими джерелами, саме у Лисковському замку був створений видатна пам'ятка літописання «Хроніка Бихавця».